# وينتشوان (غولمود)
وينتشوان (بالصينية: 温泉، وتعني "الينابيع الساخنة")، هي مستوطنة صغيرة في مقاطعة تشينغهاي في الصين.
إدارياً، تعتبر جزءاً من مدينة تانغولا، التابعة لغولمود (مدينة على مستوى مقاطعة) التابعة لمنطقة Haixi المنغولية والتبتية ذات الحكم الذاتي.
شيّدت هذه المستوطنة أصلاً عام 1955. وهي إحدى المستوطنات الصغيرة التي تخدم طريق الصين السريع الوطني 109، وهو الطريق الرئيسي المؤدي إلى التبت، قبل إنشاء خط تشينغهاي-التبت الحديدي.
تقع وينتشوان في منطثة تتقاطع فيها الطريق السريع والسكك الحديدية العابرة إلى جبال تانغولا، وهي سلسلة جبال تقع وسط هضبة التبت. وتقع على بعد بضع عشرات من الكيلومترات شمال ممر تانغولا، حيث توجد الطرق والسكك الحديدية التي تدخل منطقة النزاع بين الصين والتبت. وتعتبر وينتشوان إحدى أعلى المناطق في العالم حيث ترتفع حوالي 4870 متر عن سطح البحر.
على الرغم من أنها ليست «مدينة» فعلياً، إلا أنها مدرجة في موسوعة غينيس للأرقام القياسية (وقد ورد اسمها بخطأ إملائي "Wenzhuan") باعتبارها أعلى مدينة في العالم، وارتفاعها مسجل بشكل غير صحيح، أي 5100 متر فوق سطح البحر. كما تضخّم ككتب الرحلات والأسفار من حجم المدينة وارتفاعها لكن مجلة ناشونال جيوغرافيك تعطي مرتبة أعلى مدينة للا رينكونادا (بيرو) التي عدد سكانها أكثر بكثير ويبلغ ارتفاعها حوالي 5100 متر فوق سطح البحر.
أشار الدراجون الذين زاروا المنطقة عام 2000 إلى أن وينشوان (كغيرها من المستوطنات في المنطقة) كانت صغيرة، تتضمن عدد قليل من الأبنية، كما يوجد في المنطقة ينابيع المياة الحارة. وصف الدراجون الموقع (حسب خرائطهم) على أنه يرتفع حوالي 4800 متر.، تتوفر نسخة من archive.org على الموقع https://web.archive.org/web/20110911042009/http://www.altunshan.com/tibet/archives/000054.html وتبين أن الارتفاع المؤكد هو من 4850 إلى 4870 متر، حسب بيانات SRTM.